# Dueña de tu amor
"Dueña de tu Amor" é uma canção interpretada pela atriz e cantora mexicana Lucero. Foi lançada como single promocional da telenovela Soy tu Dueña de 2010, em que Lucero era a protagonista, assim como o primeiro do álbum da artista, Indispensable pela Siente Music.

## Informações
"Dueña de tu Amor" é uma balada romântica que dura três minutos e 42 segundos e foi escrito primeiramente especialmente para a novela, que serviu tanto como sua música-tema, como para o personagem de Lucero. A artista constatou que escreveu a canção após de ler o roteiro e gravar suas primeiras cenas na novela, pois tudo isso serviria de inspiração, além de dizer que a canção se resume ao caráter e os sentimentos de seu personagem, Valentina.

## Lançamentos
O single foi anunciado por Lucero no dia 11 de Junho de 2010 e lançado pelo iTunes em download digital no dia 8 de Agosto de 2010. No álbum Indispensable, a canção foi lançada em 21 de Setembro de 2010.

## Interpretações ao vivo
A canção foi interpretada por Lucero durante a nona edição do Prêmio Oye! em Novembro de 2010. Em 25 de Outubro de 2012, Lucero a interpretou em um medley das músicas-tema das novelas em que foi protagonista juntamente com "Lazos de Amor", "Mi Destino Eres Tú", "Los Parientes Pobres" e "Cuándo Llega el Amor" durante sua apresentação no Auditório Nacional. Essa apresentação posteriormente foi lançada em um álbum ao vivo, En Concierto, em 19 de Novembro de 2013.

## Prêmios e indicações
Em 2010, a canção foi indicada ao Prêmio People en Español na categoria "Canção do Ano", porém perdeu para "Waka Waka (Esto Es África)" interpretada por Shakira. No mesmo ano, ganhou o Prêmio ASCAP da Música Latina na categoria "Melhor Canção – Televisão".

## Outras versões

### Versão telenovela e mariachi
Por ter sido especialmente escrita para a novela Soy tu Dueña, Lucero gravou uma versão que tocou somente durante a trama. Ela serviu como tema de encerramento e também como música-tema do personagem interpretado pela artista. No iTunes, a canção foi lançada no dia 14 de Setembro de 2010, e também foi incluída no álbum Indispensable posteriormente.
A versão mariachi foi lançada posteriormente na edição especial de Indispensable, no dia 25 de Janeiro de 2011 e pelo iTunes em download digital no dia 14 de Setembro, junto com a versão da novela.

### Versão dance mix
A versão dance mix, assim como a versão mariachi, foi lançada posteriormente na edição especial de Indispensable em 25 de Janeiro de 2011, porém não foi lançada em download digital.

### Versão em português
Em decorrência à exibição da novela Soy tu Dueña no Brasil pelo SBT em 2015, Lucero acabou gravando a canção em português, intitulada "Dona Desse Amor". Sua prévia foi tocada pela primeira vez durante a abertura do 22º capítulo da trama, exibido no dia 15 de Setembro, substituindo a canção "Golondrinas Viajeras", tema original da novela interpretada pela artista em dueto com Joan Sebastian. "Dona Desse Amor" foi incluída no EP de mesmo nome dedicada à canções em português. É a terceira canção-tema de uma novela que Lucero regrava nesta língua. As outras foram "Lazos de Amor", tema da novela de mesmo nome exibida no país em 2006, e "No Me Dejes Ir" de Por Ella Soy Eva, exibida entre 2013 e 2014. Uma versão ao vivo foi lançada como single em 21 de Abril de 2019 para o álbum Brasileira en Vivo (2019).

## Formato e duração
- Download digital

1. "Dueña de tu Amor" – 3:42
2. "Dueña de tu Amor (Versão mariachi)" – 3:36
3. "Dueña de tu Amor (Versão telenovela)" – 3:41

- Download digital / streaming

1. "Dona Desse Amor (En Vivo)" – 3:42

## Charts
| Chart (2010)                            | Posição |
| --------------------------------------- | ------- |
| Billboard Latin Digital Songs           | 32      |
| Billboard Latin Pop Digital Songs Sales | 17      |
| Billboard Mexico Airplay                | 25      |
| Billboard Mexico Pop Español Airplay    | 35      |
| Billboard Mexico Popular Airplay        | 19      |
| Costa Rica                              | 1       |
| Chile                                   | 1       |
| Guatemala                               | 8       |
| Peru                                    | 5       |

## Histórico de lançamentos
| País   | Data                   | Formato                    | Versão             | Gravadora                               | Ref.   |
| ------ | ---------------------- | -------------------------- | ------------------ | --------------------------------------- | ------ |
| Vários | 8 de Agosto de 2010    | Download digital           | Original           | Siente Music                            | [ 13 ] |
| Vários | 14 de Setembro de 2010 | Download digital           | Telenovela         | Siente Music                            |        |
| Vários | 14 de Setembro de 2010 | Download digital           | Mariachi           | Siente Music                            |        |
| Vários | 6 de Setembro de 2019  | Download digital streaming | Brasileira en Vivo | Universal Music Latino Fonovisa Records |        |